# Herreruela de Oropesa
Herreruela de Oropesa – gmina w Hiszpanii, w prowincji Toledo, w Kastylii-La Mancha, o powierzchni 10,54 km². W 2011 roku gmina liczyła 454 mieszkańców.